# 잠비아의 국장

잠비아의 국장

잠비아의 국장은 1964년 10월 24일에 제정되었다.
국장 가운데에 그려져 있는 방패 안에는 하얀색과 검은색 두 가지 색으로 구성된 여섯 개의 물결 무늬가 그려져 있는데 이는 하얀색 물이 검은색 바위를 넘어 쏟아져 내리고 있는 형상의 빅토리아 폭포를 의미한다.
검은색은 아프리카의 사람들과 잠비아라는 국명의 유래가 된 잠베지강을 의미한다. 방패 위쪽에는 독수리와 채광용 공구가 그려져 있으며 방패 아래쪽에는 공장과 얼룩말, 옥수수가 그려져 있다. 채광용 공구는 잠비아의 광업을, 옥수수는 잠비아의 농업을 의미한다.
방패 왼쪽에는 양복을 입은 채로 서 있는 잠비아인 남자가 그려져 있으며 오른쪽에는 잠비아의 전통적인 의상을 입은 채로 서 있는 잠비아인 여자가 그려져 있다. 국장 아래쪽에 있는 리본에는 잠비아의 나라 표어인 "하나의 잠비아, 하나의 국민"("One Zambia, One Nation")이 영어로 쓰여져 있다.

## 역대 잠비아의 국장

북로디지아의 문장
로디지아 니아살랜드 연방의 문장